# Associazione Calcio Novara 1957-1958
Questa pagina raccoglie le informazioni riguardanti l'Associazione Calcio Novara nelle competizioni ufficiali della stagione 1957-1958.

## Stagione
Nella stagione 1957-1958 il Novara disputò il quindicesimo campionato di Serie B della sua storia.

## Divise
| 1ª divisa |

## Organigramma societario
Area direttiva
- Presidente: Francesco Plodari

Area tecnica
- Allenatore: Evaristo Barrera, poi Frank Pedersen (dal 17 dicembre)[2]

## Rosa
| N. |                   | Ruolo | Calciatore         |
| -- | ----------------- | ----- | ------------------ |
|    | Italia (bandiera) | P     | Ivano Corghi       |
|    | Italia (bandiera) | P     | Luigi Cremascoli   |
|    | Italia (bandiera) | P     | Fausto Lena        |
|    | Italia (bandiera) | D     | Rino De Togni      |
|    | Italia (bandiera) | D     | Giorgio Miazza     |
|    | Italia (bandiera) | D     | Piero Pombia       |
|    | Italia (bandiera) | D     | Giovanni Udovicich |
|    | Italia (bandiera) | C     | Ambrogio Baira     |
|    | Italia (bandiera) | C     | Battista Corbani   |
|    | Italia (bandiera) | C     | Silvio Feccia      |
|    | Italia (bandiera) | C     | Giorgio Nosari     |
|    | Italia (bandiera) | C     | Beniamino Protti   |

| N. |                   | Ruolo | Calciatore            |
| -- | ----------------- | ----- | --------------------- |
|    | Italia (bandiera) | C     | Eugenio Rizzolini     |
|    | Italia (bandiera) | C     | Dante Scala           |
|    | Italia (bandiera) | C     | Piero Scesa           |
|    | Italia (bandiera) | C     | Pierluigi Zeno        |
|    | Italia (bandiera) | A     | Benito Albini         |
|    | Italia (bandiera) | A     | Gino Cappello (IV)    |
|    | Italia (bandiera) | A     | Fulvio Macchi         |
|    | Italia (bandiera) | A     | Adriano Manzino       |
|    | Italia (bandiera) | A     | Giambattista Moschino |
|    | Italia (bandiera) | A     | Carlo Piccioni        |
|    | Italia (bandiera) | A     | Alberto Stangalini    |
|    | Italia (bandiera) | A     | Antonio Teruggi       |

## Risultati

### Serie B

#### Girone di andata
| Arbitro: | Moriconi (Roma) |

|            |           |            |
| Meanti 44’ | Marcatori | 65’ Albini |

| Arbitro: | Coppa (Mariano Comense) |

|  |           |                 |
|  | Marcatori | 62’ Tagliamento |

| Arbitro: | Mori (Cremona) |

|               |           |             |
| Rizzolini 53’ | Marcatori | 23’ Rebizzi |

| Arbitro: | Maghernino (San Severo) |

|                                         |           |  |
| Smersy 59’ Stefanini II 67’ Baldini 83’ | Marcatori |  |

| Arbitro: | Carbonelli (Brescia) |

|              |           |             |
| Rizzolini 1’ | Marcatori | 33’ Mecozzi |

| Lecco 20 ottobre 1957 | Lecco             | 0 – 0 | Novara | Stadio Mario Rigamonti\| Arbitro: \| Bartolomei (Roma) \| |
| Arbitro:              | Bartolomei (Roma) |       |        |                                                           |

| Arbitro: | Marchetti (Milano) |

|                               |           |                             |
| Baira 2’ (rig.) Rizzolini 27’ | Marcatori | 52’ Scarascia 75’ Bolognesi |

| Arbitro: | Genel (Trieste) |

|  |           |                          |
|  | Marcatori | 51’ Manzino 65’ Moschino |

| Arbitro: | De Robbio (Torre Annunziata) |

|                                       |           |             |
| Vernazza 30’ Marchetto 50’ Sandri 89’ | Marcatori | 84’ Manzino |

| Arbitro: | Caputo (Napoli) |

|                  |           |              |
| Bernini 46’, 71’ | Marcatori | 58’ Moschino |

| Arbitro: | Vanni (Pisa) |

|  |           |               |
|  | Marcatori | 49’ Fraschini |

| Arbitro: | Mori (Cremona) |

|  |           |              |
|  | Marcatori | 67’ Calegari |

| Arbitro: | Butti (Como) |

|                       |           |             |
| Novali 21’ Busato 88’ | Marcatori | 3’ Moschino |

| Trieste 29 dicembre 1957 | Triestina        | 0 – 0 | Novara | Stadio Comunale\| Arbitro: \| Rebuffo (Milano) \| |
| Arbitro:                 | Rebuffo (Milano) |       |        |                                                   |

| Arbitro: | Smorto (Reggio Calabria) |

|             |           |               |
| Manzino 79’ | Marcatori | 52’ Sacchella |

| Arbitro: | Cerutti (Legnano) |

|                       |           |  |
| Manzino 23’, 72’, 76’ | Marcatori |  |

| Prato 19 gennaio 1958                                                                                              | Prato     | 3 – 3                                       | Novara | Stadio Lungobisenzio |
| \| \| \| \| \| Bernardis 43’ Perni 50’ Catalani 66’ \| Marcatori \| 10’ Rizzolini 17’ Piccioni 41’ (rig.) Baira \| |           |                                             |        |                      |
| |           |                                             |        |                      |
| Bernardis 43’ Perni 50’ Catalani 66’                                                                               | Marcatori | 10’ Rizzolini 17’ Piccioni 41’ (rig.) Baira |        |                      |

#### Girone di ritorno
| Arbitro: | Guarnaschelli (Pavia) |

|               |           |  |
| Rizzolini 20’ | Marcatori |  |

| Arbitro: | Caputo (Napoli) |

|                             |           |  |
| Ferrarese 61’ Redegalli 76’ | Marcatori |  |

| Bari 9 febbraio 1958                                                    | Bari      | 3 – 0 | Novara | Stadio della Vittoria |
| \| \| \| \| \| Seghedoni 3’ Erba 38’ De Robertis 60’ \| Marcatori \| \| |           |       |        |                       |
|                                                                         |           |       |        |                       |
| Seghedoni 3’ Erba 38’ De Robertis 60’                                   | Marcatori |       |        |                       |

| Novara 16 febbraio 1958 | Novara | 0 – 0 | Como | Stadio Comunale |

| San Benedetto del Tronto 23 febbraio 1958 | Sambenedettese        | 0 – 0 | Novara | Stadio Fratelli Ballarin\| Arbitro: \| Guarnaschelli (Pavia) \| |
| Arbitro:                                  | Guarnaschelli (Pavia) |       |        |                                                                 |

| Arbitro: | Menchini (Udine) |

|                                              |           |                        |
| Albini 1’, 25’ Moschino 85’ Baira 88’ (rig.) | Marcatori | 47’ Passarin 69’ Gotti |

| Arbitro: | Grignani (Milano) |

|           |           |                               |
| Gaeta 87’ | Marcatori | 29’, 42’ Rizzolini 89’ Albini |

| Arbitro: | Maghernino (San Severo) |

|                                             |           |  |
| Manzino 12’, 25’ Macchi 40’, 80’ Albini 68’ | Marcatori |  |

| Arbitro: | Basciu (Genova) |

|               |           |  |
| Fraschini 25’ | Marcatori |  |

| Arbitro: | De Marchi (Pordenone) |

|                                       |           |                    |
| Manzino 10’, 19’, 60’ Albini 14’, 89’ | Marcatori | 31’, 72’ Marchetto |

| Arbitro: | Genel (Trieste) |

|               |           |           |
| Rizzolini 84’ | Marcatori | 15’ Bosco |

| Arbitro: | Smorto (Reggio Calabria) |

|                                |           |            |
| Rossi 5’ Milan 25’ Cicogna 41’ | Marcatori | 50’ Macchi |

| Arbitro: | Maurelli (Roma) |

|                              |           |  |
| Rizzolini 8’ Albini 13’, 21’ | Marcatori |  |

| Arbitro: | Adami (Roma) |

|  |           |           |
|  | Marcatori | 6’ Petris |

| Arbitro: | Baldassarre (Udine) |

|            |           |  |
| Crippa 49’ | Marcatori |  |

| Catania 18 maggio 1958 | Catania         | 0 – 0 | Novara | Stadio Cibali\| Arbitro: \| Genel (Trieste) \| |
| Arbitro:               | Genel (Trieste) |       |        |                                                |

| Arbitro: | Zaza (Molfetta) |

|                          |           |  |
| Feccia 27’ Rizzolini 88’ | Marcatori |  |

## Statistiche

### Statistiche di squadra
| Competizione | Punti | In casa | In casa | In casa | In casa | In casa | In casa | In trasferta | In trasferta | In trasferta | In trasferta | In trasferta | In trasferta | Totale | Totale | Totale | Totale | Totale | Totale | DR |
| Competizione | Punti | G       | V       | N       | P       | Gf      | Gs      | G            | V            | N            | P            | Gf           | Gs           | G      | V      | N      | P      | Gf     | Gs     | DR |
| ------------ | ----- | ------- | ------- | ------- | ------- | ------- | ------- | ------------ | ------------ | ------------ | ------------ | ------------ | ------------ | ------ | ------ | ------ | ------ | ------ | ------ | -- |
| Serie B      | 30    | 17      | 7       | 6       | 4       | 29      | 14      | 17           | 2            | 6            | 9            | 13           | 25           | 34     | 9      | 12     | 13     | 42     | 39     | +3 |

### Statistiche dei giocatori[3]
| Giocatore        | Serie B  | Serie B |
| Giocatore        | Presenze | Reti    |
| ---------------- | -------- | ------- |
| B. Albini        | 33       | 9       |
| A. Baira         | 28       | 3       |
| G. Cappello (IV) | 2        | 0       |
| B. Corbani       | 31       | 0       |
| I. Corghi        | 24       | -?      |
| L. Cremascoli    | 1        | -?      |
| R. De Togni      | 19       | 0       |
| S. Feccia        | 27       | 1       |
| F. Lena          | 9        | -?      |
| F. Macchi        | 9        | 3       |
| A. Manzino       | 26       | 11      |
| G. Miazza        | 1        | 0       |
| G. Moschino      | 32       | 4       |
| G. Nosari        | 1        | 0       |
| C. Piccioni      | 11       | 1       |
| P. Pombia        | 25       | 0       |
| B. Protti        | 6        | 0       |
| E. Rizzolini     | 30       | 10      |
| D. Scala         | 5        | 0       |
| P. Scesa         | 32       | 0       |
| A. Stangalini    | 2        | 0       |
| A. Teruggi       | 1        | 0       |
| G. Udovicich     | 3        | 0       |
| P. Zeno          | 16       | 0       |